# Acide minéral
Un acide minéral est un acide dérivant d'un corps minéral ou inorganique. L'appellation se justifie par opposition aux acides organiques.
Parmi les acides forts minéraux les plus couramment utilisés en chimie industrielle et déjà connus des alchimistes ou de l'ancienne chimie technique sous forme purifiée, on peut notamment citer :
- l'acide chlorhydrique, acide muriatique ou esprit de sel.
- l'acide sulfurique, nommé autrefois huile de vitriol, esprit de vitriol, et dont l'obtention par calcination du sulfate de fer était commune en chimie technique avant 1600.
- l'acide nitrique, esprit de nitre, aquae fortis ou eau forte des Anciens. Les alchimistes suivait la recette de Geber, en l'obtenant par calcination d'un mélange d'alun et de nitrate de potassium. Il était utilisé pour la gravure et le décapage des métaux[1].

L'eau régale, ou aqua regia en latin, est en principe un mélange équimolaire d'acide chlorhydrique et d'acide nitrique qui permettait aux alchimistes de dissoudre le verre et surtout l'or, objet de la quête du désir alchimiste.